# 면회
면회(面會)는 일반인의 출입이 제한되는 어느 곳에서 생활하는 사람을 찾아가서 만나는 일이다. 면회를 갈때는 면회자를 위하여 치킨, 피자 등 맛있는 음식을 가지고 가는 일이 많다.

## 면회의 종류

### 군대에서의 면회
주로 군대에서 복무하는 병사들을 면회하는 일이다.
병영 입구 앞에서 면회하며 해당 병사와 면회자사이의 대화내용은 기록 및 감시되지 않는다.

### 교정기관에서의 면회
구치소, 교도소, 소년원 등에 복역중인 죄수들을 면회하는 일이다.
접견(接見)이라고도 하는 데 특히 변호사가 업무상으로 죄수들을 면회할 때 표현한다.
이때는 교도관들이 죄수와 면회자사이의 대화내용을 기록 및 감시한다.

### 병원에서의 면회
병원에 입원한 환자를 면회하는 일이다.
환자의 건강 및 면회자의 위생문제로 면회가 제한되는 일이 많다.
또한 환자의 건강상태에 따라서 면회시 반입되는 음식물이 제한되기도 한다.
위절제술로 입원한 환자에게는 죽반입만 허용되는 식이다.